# オスカー・ピーターソン
オスカー・ピーターソン（Oscar Emmanuel Peterson、1925年8月15日 - 2007年12月23日）は、カナダ、ケベック州モントリオール出身のジャズ・ピアニスト。
スイング期の流れを汲む奏法にモダンな和声感覚を取り入れたスタイルで、ジャズ界きっての超絶技巧を誇り、ダイナミックかつ流麗な即興演奏で知られる。強靭なタッチと明快な演奏が身上。ベーゼンドルファー製のピアノを好む。

## バイオグラフィ
西インド諸島出身の移民家庭に生まれる。5歳より父からピアノとトランペットを習い始めるが、7歳の時結核にかかり、ピアノに専念するようになる。アート・テイタムやナット・キング・コール等の影響を受けた。
1949年に、ノーマン・グランツの手により、ニューヨーク市のカーネギー・ホールにてアメリカに進出した。レイ・ブラウン、ルイ・アームストロング、エラ・フィッツジェラルド、ジョー・パス、カウント・ベイシーやスタン・ゲッツ等の著名なアーティストと共演した。1959年にグランツが創設したヴァーヴ・レコードに籍を置き、重要なキャリアを築いた。1965年～1971年にはドイツのMPSレコードに籍を置き、彼の経歴の中でも一際モダンな作風に挑戦している。1973年にはグランツはパブロ・レコードを創設し、このレーベルにおいても幾つかの名盤を残した。
1993年に脳梗塞で倒れ、歩く事が出来なくなるもリハビリを重ねた。その後、まだ左手が不自由ではあったが再びピアノを弾けるようになった。2006年まで演奏を続けた。
グラミー賞を8回受賞した。1999年に第11回高松宮殿下記念世界文化賞（日本美術協会主催）を受賞。左手が不自由ながらも授賞式でピアノを披露する。
2005年8月15日に80歳の誕生日を迎え、トロントのHMVにおいて祝賀会が開かれた。
2007年12月23日夜、腎不全によってトロント郊外のミシサガ市の自宅で死去した。82歳。

## ディスコグラフィ

### 代表曲
- 酒とバラの日々 "The Days of Wine and Roses"[要出典]
- 身も心も "Body & Soul"[要出典]
- 自由への賛歌 "Hymn To Freedom"[要出典]

## 出演

### CM
- ローランド 電子ピアノ・PIANO PLUS（1982年）